# Disfressa

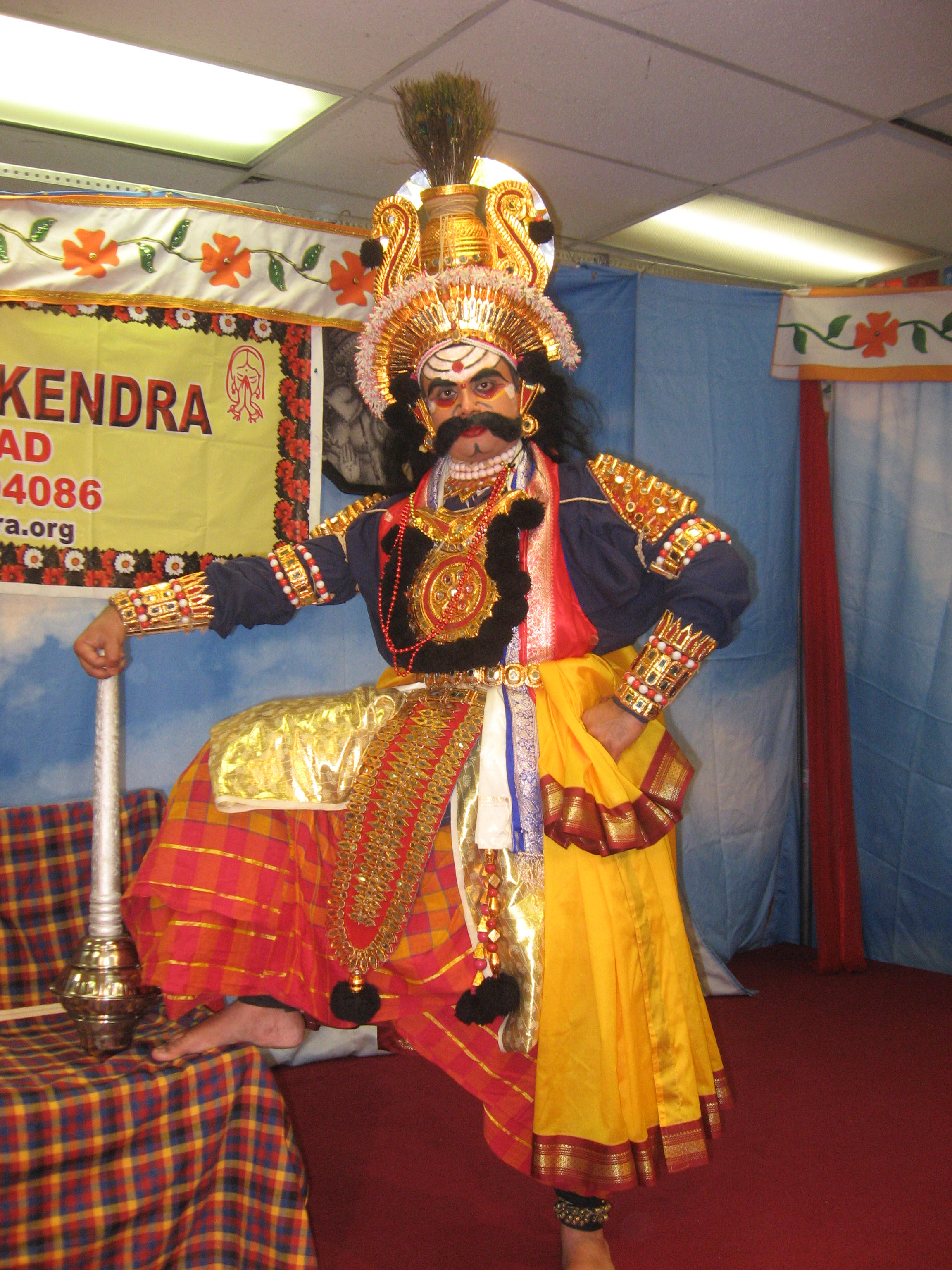
Disfressa utilitzada en una obra de teatre índia

Una disfressa és un conjunt d'elements externs utilitzats per aparentar una personalitat diferent de la pròpia. La pràctica de disfressar-se s'originà per a dur a terme rituals religiosos a l'edat antiga amb l'ús de roba i màscares, juntament amb una determinada música, gestos i canvis de veu, el que derivaria en les primeres obres teatrals. A l'edat mitjana tardana s'estengueren els balls de disfresses i s'iniciaren els balls de carnaval els dies anteriors a la quaresma.